# Campeonato Europeu de Hóquei em Patins Masculino de 1938
O Campeonato Europeu de 1938 foi a 11.ª edição do Campeonato Europeu de Hóquei em Patins.

## Participantes
| Países     | Participação | Melhor Resultado                                                     |
| Inglaterra | 11.ª         | Campeão (1926, 1927, 1928, 1929, 1930, 1931 1932, 1934, 1936 e 1937) |
| Suíça      | 11.ª         | 2.º Lugar (1937)                                                     |
| Portugal   | 6.ª          | 3.º Lugar (1936 e 1937)                                              |
| Itália     | 9.ª          | 2.º Lugar (1929 e 1936)                                              |
| Bélgica    | 11.ª         | 5.º Lugar (1926, 1928, 1930, 1934 e 1937)                            |
| Alemanha   | 11.ª         | 2.º Lugar (1932 e 1934)                                              |
| França     | 11.ª         | 2.º Lugar (1926, 1927, 1928, 1930 e 1931)                            |
| ---------- | ------------ | -------------------------------------------------------------------- |

## Resultados
|            | Inglaterra | Reino de Itália | Bélgica | Portugal | Alemanha Nazista | Suíça | França |
| ---------- | ---------- | --------------- | ------- | -------- | ---------------- | ----- | ------ |
| Inglaterra |            | 3-3             | 4-2     | 3-0      | 6-0              | 6-1   | 2-1    |
| Itália     |            |                 | 1-0     | 3-1      | 2-2              | 0-0   | 3-1    |
| Bélgica    |            |                 |         | 3-2      | 3-3              | 4-2   | 4-0    |
| Portugal   |            |                 |         |          | 3-1              | 2-1   | 5-0    |
| Alemanha   |            |                 |         |          |                  | 2-3   | 4-1    |
| Suíça      |            |                 |         |          |                  |       | 3-6    |
| França     |            |                 |         |          |                  |       |        |

## Classificação final
| Lugar | Seleção    | J | V | E | D | P  | GM | GS | Dif. |
| ----- | ---------- | - | - | - | - | -- | -- | -- | ---- |
|       | Inglaterra | 6 | 5 | 1 | 0 | 11 | 24 | 7  | +17  |
|       | Itália     | 6 | 3 | 3 | 0 | 9  | 12 | 7  | +5   |
|       | Bélgica    | 6 | 3 | 1 | 2 | 7  | 16 | 12 | +4   |
| 4     | Portugal   | 6 | 3 | 0 | 3 | 6  | 13 | 11 | +2   |
| 5     | Alemanha   | 6 | 1 | 2 | 3 | 4  | 12 | 18 | -6   |
| 6     | Suíça      | 6 | 1 | 1 | 4 | 3  | 10 | 20 | -10  |
| 7     | França     | 6 | 1 | 0 | 5 | 2  | 9  | 21 | -12  |

| Campeões Europeus 1938 |
| ---------------------- |
| Inglaterra             |
| INGLATERRA 11.º        |